# Stanisław Górniak
Stanisław Górniak (ur. 13 listopada 1887 w Ozorkowie, zm. 6 lub 7 stycznia 1959 w Warszawie) – polski działacz robotniczy i komunistyczny, wicewojewoda łódzki, burmistrz Rudy Pabianickiej, uczestnik rewolucji 1905 roku.

## Życiorys
Urodził się w rodzinie rzemieślniczej. Pracował jako tkacz. W 1904 zaangażował się w działalność w Polskiej Partii Socjalistycznej. W 1905 uczestniczył w rewolucji 1905 roku. W 1906 został członkiem PPS-Lewicy i funkcjonariuszem Komitetu Okręgowego w Łodzi. Za swoją działalność był kilkukrotnie aresztowany. W 1912 wcielony do Armii Imperium Rosyjskiego brał udział w walkach frontowych. Po rewolucji lutowej (1917) został przewodniczącym komitetu żołnierskiego  41. Pułku Piechoty i delegatem pułku na zjazdach żołnierzy frontowych. Uczestniczył w walkach rewolucyjnych podczas rewolucji październikowej w Charkowie, gdzie następnie był kierownikiem Wydziału Ogólnego Komisariatu Polskiego.
W 1918 powrócił do Polski, gdzie został funkcjonariuszem Komitetu Okręgowego PPS – Lewicy w Łodzi. Był uczestnikiem pierwszego zjazdu połączeniowego Komunistycznej Partii Robotniczej Polski, redaktorem czasopism komunistycznych, następnie działaczem Komunistycznej Partii Polski i Związku Zawodowego Pracowników Samorządowych.
Podczas II wojny światowej był działaczem konspiracyjnym w Rudzie Pabianickiej. Po wyzwoleniu pełnił funkcję burmistrza Rudy Pabianickiej, a następnie wicewojewody łódzkiego (1946–1947). Był członkiem egzekutywy Komitetu Wojewódzkiego Polskiej Partii Pracy oraz delegatem na I zjazd partii.
Pochowany na Cmentarzu Wojskowym na Powązkach w Warszawie (kwatera II B 28, rząd 2, miejsce 10).

## Książki
- Stanisław Górniak, Bojowym szlakiem, Spółdzielnia Księgarska „Książka”: Warszawa 1923.

## Odznaczenia
- Złoty Krzyż Zasługi (1946) w uznaniu zasług położonych dla dobra Demokratycznej Polski w dziele zabezpieczenia porzuconego przez okupanta mienia, odbudowy i uruchomienia Miejskich Zakładów Użyteczności Publicznej, uczelni i licznych warsztatów pracy, jak również stworzenia życia gospodarczego i społecznego na terenie m. Łodzi[7]